# Казанский монастырь (Калуга)
Казанский монастырь — женский монастырь Русской православной церкви, расположен в Калуге, по адресам — Монастырский пер., 1 и ул. Дарвина, 13/33.
В монастыре установлен общежительный устав с общей трапезой, послушаниями, обязательным участием в церковных богослужениях в церкви Гурия Казанского.

## История

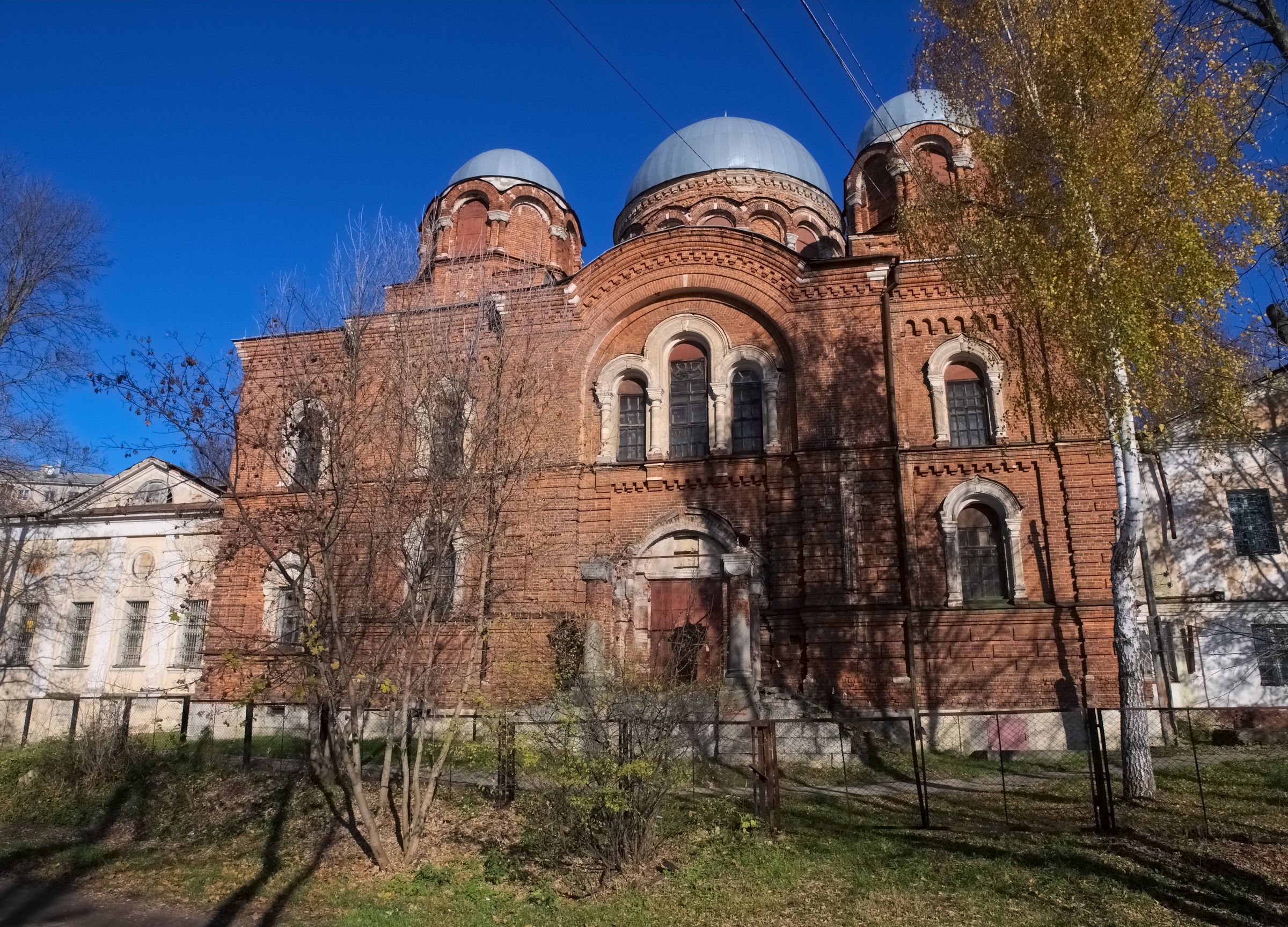
Казанский собор

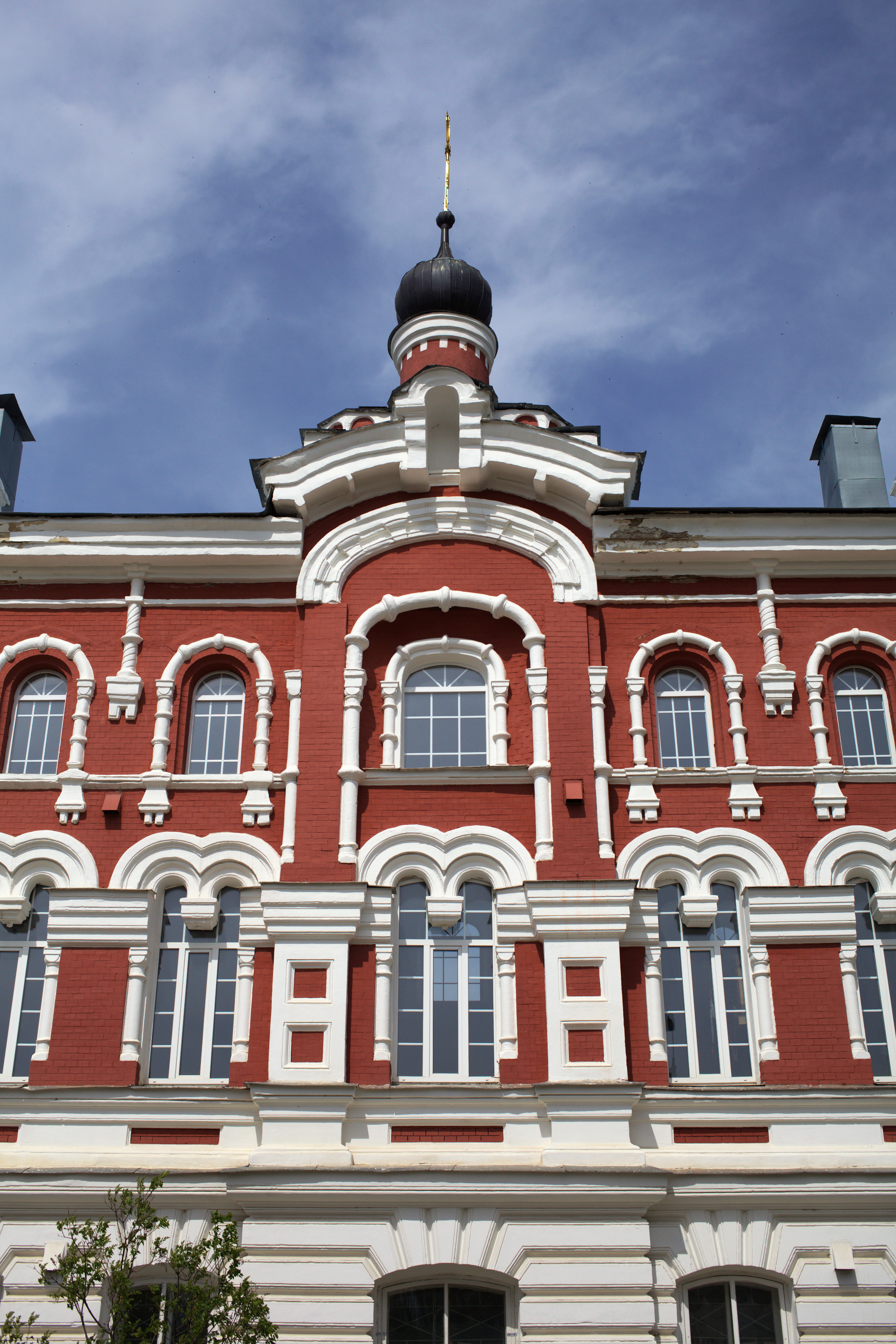
ул Дарвина, 13. Церковь Гурия Казанского

Монастырская община возникла вскоре после окончания Смутного времени (1598—1613). Первоначально не имея своего храма, насельницы были прихожанами ближайшей приходской Ильинской церкви (здание церкви частично сохранилось, современный адрес — улица Кутузова, д. 9).
Первая монастырская церковь была построена в период с 1629 по 1645 год. Главный её престол был освящён в честь Казанской иконы Божией Матери, придел в каменной трапезной — в честь преподобного Алексия, человека Божия — устроен «иждивением Иоанна и Петра Алексеевичей» (Романовы принимали деятельное участие в обустройстве монастыря). В 1823 году при игумении Августе в пристройке трапезной был устроен придел в честь Ченстоховской иконы Божией Матери.
С учреждением штатов (1764) монастырь стал третьеклассным. Долгое время все строения монастыря (кроме храма) были деревянными. План 1776 года показывает каменную ограду монастыря, кельи оставались деревянными всю дальнейшую историю монастыря до 1920-х годов. Монастырь не имел во владении крестьян, угодий, земли для устройства посадок для своих нужд, жили очень скромно и скудно. В 1903 году был построен новый каменный храм. В 1915 году году монастырь посетила великая княгиня Елисавета.
В 1922 году монастырь был закрыт, хотя ранее, в 1918 году он уже был преобразован в 1-ю женскую трудовую артель, где монахини продолжили свою жизнь и трудовую деятельность.
Оккупировавшие Калугу в октябре 1941 года немцы устроили на территории монастыря гетто.
В соборе долгое время располагался городской архив.
Монастырь был возобновлен 10 февраля 1992 года, поначалу единственным его зданием был деревянный дом, неподалеку от Никольского храма г. Калуги. 26 декабря 1995 года было получено благословение Священного Синода на открытие Казанского девичьего монастыря. По 2007 год он размещался в здании бывшего Духовного училища. В 2012 году был получен участок земли рядом с соборным храмом под строительство сестринского корпуса.
В 2000 году начались работы по восстановлению Спасо-Преображенского Воротынского монастыря в 20 км от Калуги.